# Вестфальская кухня

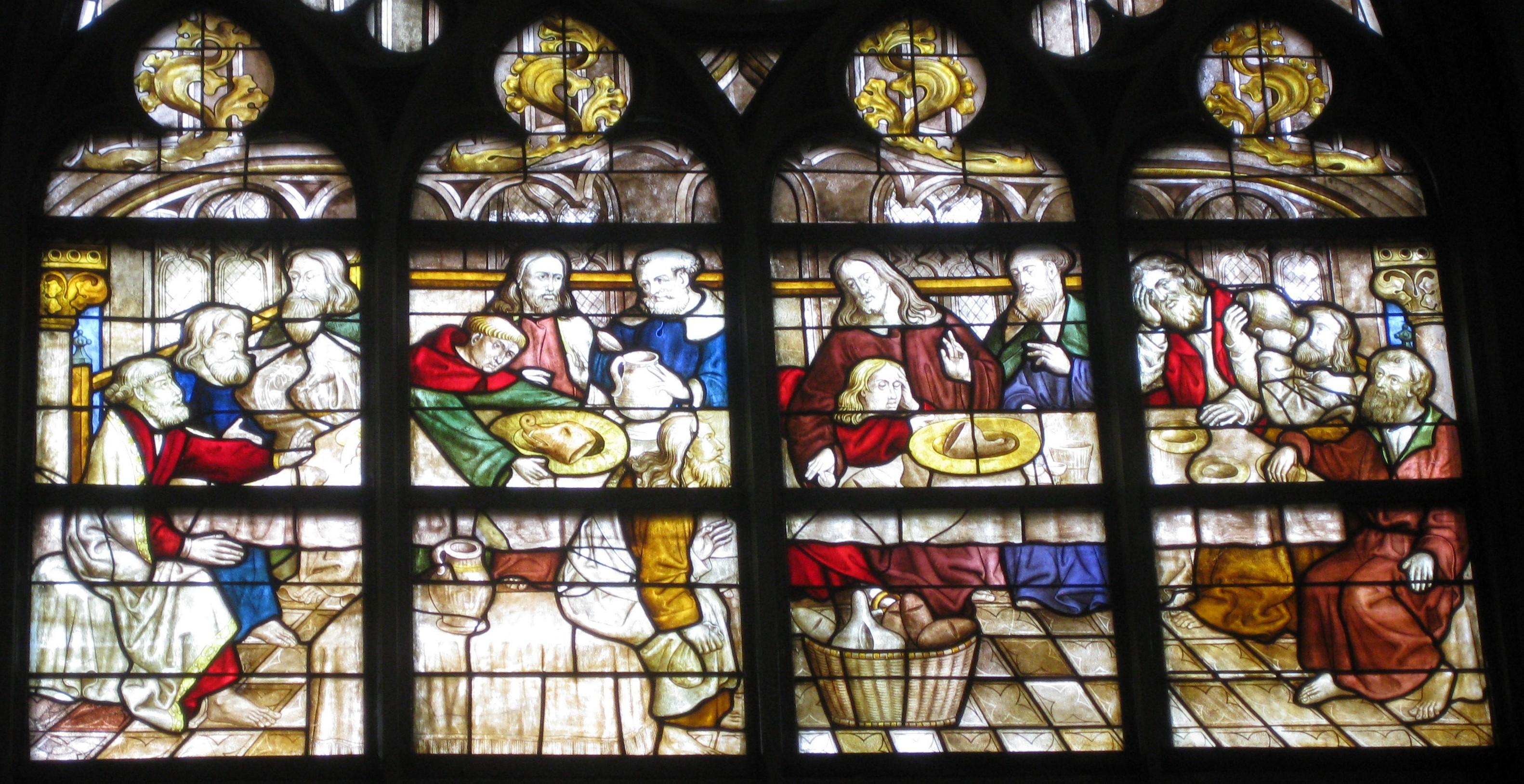
«Вестфальская тайная вечеря». Витраж в церкви в Св. Марии на Лугу в Зосте. В трапезу Иисуса Христа и его апостолов входят вестфальская ветчина, чёрный хлеб, свиная голова, шнапс и пиво

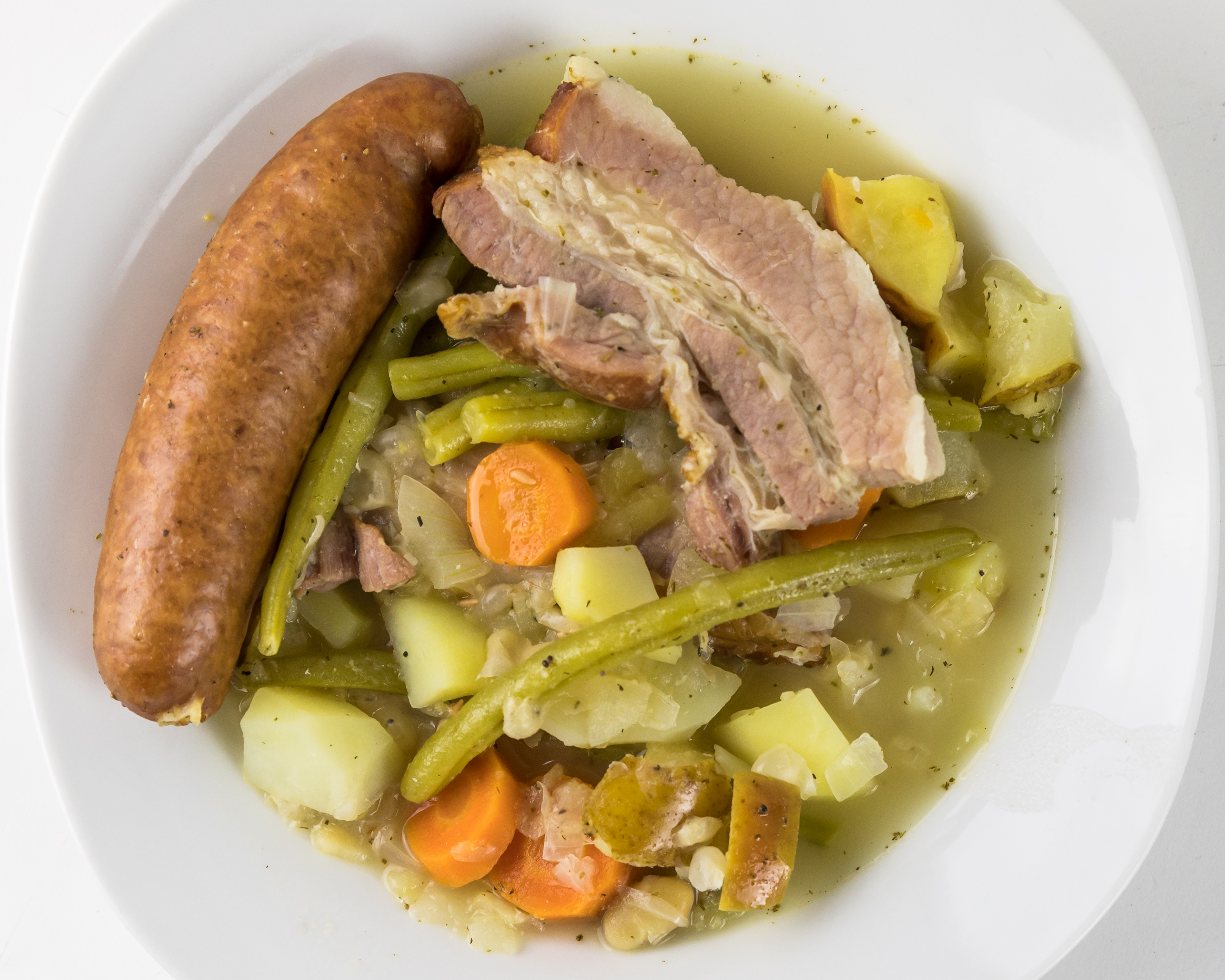
Вестфальский блиндхун

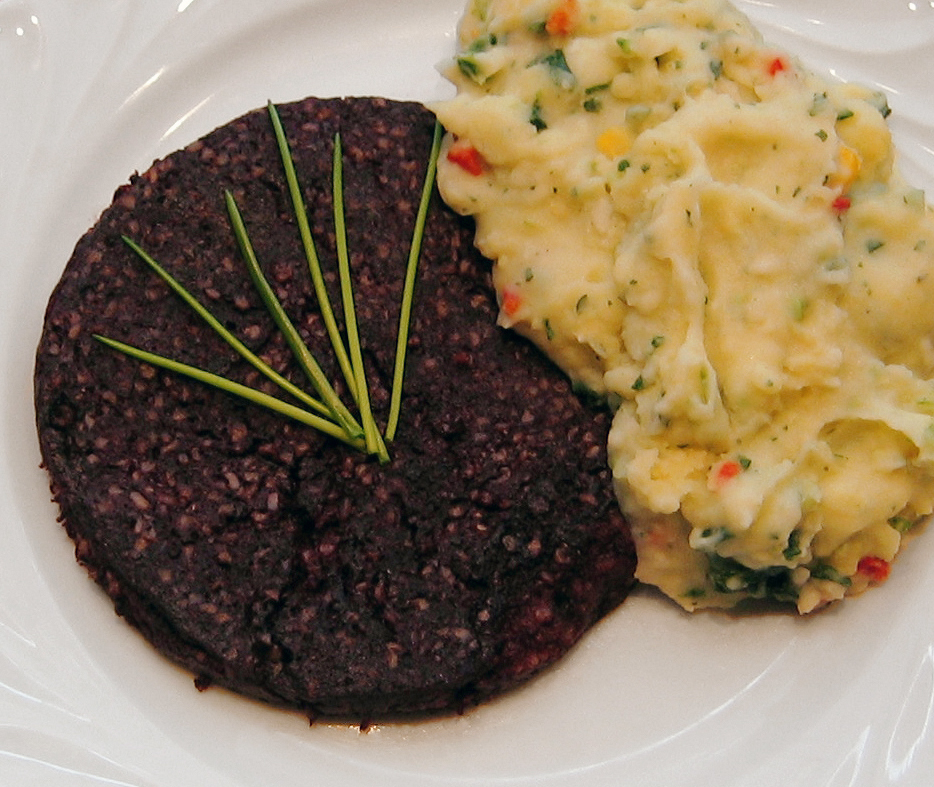
Жареный панхас, сервированный с картофельным пюре

Вестфа́льская кухня (нем. Westfälische Küche) — кухня Вестфалии, региона на северо-западе Германии. Обнаруживает сходство с другими региональными кухнями Северной Германии — нижнесаксонской и шлезвиг-гольштейнской, а также близость к нидерландской и рейнской кухне. В силу удалённости Вестфалии от моря в её кухне мало рыбных блюд. О кулинарных пристрастиях вестфальцев говорят, что гурманство — не их удел, а вестфальская кухня сводится к трём «п»: пумперникель, пфефферпоттхаст и панхас.
В дортмундской хронике XIV века упоминаются такие вестфальские мясные блюда, как говяжье рагу с репчатым луком и перцем пфефферпоттхаст и колбаса панхас — кровяной паштет с гречневой мукой. Вестфальское блюдо тёттхен — кисло-сладкое рагу из телячьей головы с субпродуктами в луково-горчичном соусе, специалитет Мюнстерланда. Мёпкенброт — кровяная колбаса с наполнением из сала и ржаного шрота или муки из Средней Вестфалии, её разжаривают с яблоком и репчатым луком на сливочном масле или смальце или едят в бутербродах на пумперникеле с сиропом из сахарной свёклы. Типичным вестфальским блюдом также являются «толстые бобы со шпигом». В Зауэрланде готовят картофельную запеканку поттхукке и колбасу с костями. В Вестфалии также популярны бутерброды с сырым свежим фаршем и луком на булочке. Вестфальский айнтопф блиндхун («слепая курица») называется так потому, что даже слепая курица найдёт в нём что-то вкусное для себя. В классический вестфальский айнтопф блутгемюзе добавляют свиную кровь. На западе Мюнстерланда после забоя свиньи готовят экономный густой суп кноккепотт для утилизации остатков: ножек, ушей и хвоста. Самым известным гастрономическим продуктом Вестфалии является сырокопчёная и вяленая вестфальская ветчина, ведущая свою историю со времён Раннего Средневековья.
Тёмный солодовый цельнозерновой хлеб пумперникель, иногда ошибочно именуемый на русском языке «вестфальским пряником», — родом из Вестфалии. В адвент пекут фигурный дрожжевой хлеб штутенкерль в виде человечка со стилизованной курительной трубкой из глины. К Великой пятнице жарят оладьи штрувены на дрожжевом тесте с изюмом. В Липпе-Детмольде готовят картофельные оладьи пиккерты, которые едят как со сладкими фруктовыми муссами, так и с местным лебервурстом. За пределами региона широко известен ржано-пшеничный падерборнский крестьянский хлеб.
Вестфальское пиво представлено в основном видом пильзнер, хотя до XIX века в Вестфалии варили преимущественно альтбир верхового брожения. Из крепких алкогольных напитков Вестфалия знаменита штейнхегером, а также, как и по всей Северной Германии, зерновой водкой на пшенице и ржи — корном.
В стихотворении 1820 года «Фрицу фон Бейггему» Генрих Гейне назвал Вестфалию, где проживал его адресат, «родиной ветчины», волшебной страной, где цветут бобы, где пумперникель пылает в тёмной печи, но слабеет поэтический дух и хромает рифма. Перевод стихотворения на русский язык, выполненный В. А. Зоргенфреем, потерял конкретные реалии вестфальской кухни: Мой Фриц, как все, привержен ты к свинине / В стране, богатой свёклой кормовою / Где хлеб просушен печью огневою / Где глухи к поэтической святыне.